# بچه زرد
بچه زرد نام یک شخصیت پیشرو در داستان‌های مصور بود که از سال ۱۸۹۵ تا سال ۱۸۹۸
در روزنامه نیویورک ورلد جوزف پولیتزر و بعداً در نیویورک ژورنال-آمریکا ویلیام راندولف هرست ادامه داشت.
این شخصیت توسط ریچارد اف. اوتکولت در داستان مصور کوچه هوگان طراحی و خلق شد (و همچنین بعداً تحت نام‌های دیگر).
این اولین ضمیمه داستان مصور یکشنبه‌ها در یک روزنامه آمریکایی بود، اگرچه طرح‌های گرافیکی در حال حاضر کاملاً در زمینه‌های سیاسی و دیگر، صرفاً برای سرگرمی ایجاد شده‌اند.
بچه زرد همچنین به خاطر ارتباطش با به وجود آمدن عبارت خبرنگاری زرد مشهور است.

میکی دوگان که با نام بچه زرد شناخته شده تر است یک پسر کچل با دندانهای نامرتب بود که پیراهن شب زرد رنگ و بزرگ سایز می‌پوشید و در اطراف کوچه یک زاغه (مانند نمونه خاصی از ناحیه‌های کثیف که در اوایل قرن بیستم در نیویورک وجود داشت) پرسه می‌زند،
کوچه هوگان با شخصیت‌هایی به همان اندازه عجیب و غریب پر شده‌است. اغلب بچه‌های دیگر با پوزخند و تمسخر و عادت به تکه‌تکه سخن گفتن و زبان عامیانه مخصوص به خود که روی پیراهن‌هایشان چاپ شده‌است که یک بیلبورد تبلیغاتی هجوآمیز است.

## از مجله به روزنامه
شخصیتی که بعداً تبدیل به بچه زرد شد، اولین بار در صحنه‌ای در یک نقش کوچک مکمل در قاب کارتون مجله حقیقت در سال‌های ۱۸۹۴و ۱۸۹۵ظاهر شد. چهار قاب کارتون سیاه و سفید و تنها محبوب شدند و یکی از آنها در روزنامه ۱۷ فوریه ۱۸۹۵در روزنامه نیویورک ورلد جوزف پولیتزر دوباره چاپ شد.
جایی که اوتکولت به عنوان یک هنرمند نقشه‌کش کار می‌کرد. روزنامه نیویرک ورلد یکی دیگر چاپ کرد، اما این بار آن را جدیدتر نسبت به قبل، کارتون کوچه هوگان در ظرف کمتر از یک ماه و این برای اولین بار با چاپ رنگی داستان‌ها در ۵ می ۱۸۹۵ دنبال شد. کوچه هوگان بتدریج یه یک کارتون رنگی تمام صفحه تعطیلات با بچه زرد به عنوان یک شخصیت پیشرو تبدیل شد.
در ژوئیه ۲۰۲۰ بازی رایانه ای نیز با نام بچه زرد منتشر شد که در ژانر ترسناک و ماجراجویی و توسط Team terrible عرضه شد. این بازی در جهات زیادی شباهت بسیاری به بازی مادربزگ (بازی ویدیوئی)  دارد